# Saint-Georges-du-Mesnil
Saint-Georges-du-Mesnil – miejscowość i dawna gmina we Francji, w regionie Normandia, w departamencie Eure. W 2013 roku populacja ówczesnej gminy wynosiła 121 mieszkańców. 
W dniu 1 stycznia 2019 roku z połączenia dwóch ówczesnych gmin – Saint-Georges-du-Mesnil oraz Saint-Jean-de-la-Léqueraye – powstała nowa gmina Le Mesnil-Saint-Jean. Siedzibą gminy została miejscowość Saint-Georges-du-Mesnil. 